# Lalang (Medang Deras)
Lalang is een bestuurslaag in het regentschap Batu Bara van de provincie Noord-Sumatra, Indonesië. Lalang telt 7713 inwoners (volkstelling 2010).